# IC 114
IC 114 ist eine linsenförmige Galaxie vom Hubble-Typ S0 im Sternbild Fische auf der Ekliptik. Sie ist schätzungsweise 106 Millionen Lichtjahre von der Milchstraße entfernt und hat einen Durchmesser von etwa 40.000 Lj.
Im selben Himmelsareal befinden sich u. a. die Galaxien NGC 522, NGC 524, NGC 525, IC 102.
Das Objekt wurde am 2. Dezember 1893 vom französischen Astronomen Stéphane Javelle entdeckt.